# Championnat de France d'échecs des clubs 2020
Navigation
Top 12 2018-2019 Top 16 2020-2021
Le Championnat de France d'échecs des clubs 2019-2020 est sous la dénomination de Top 12 le plus haut niveau du championnat de France de ce sport.
Douze clubs sont inscrits, mais ne participent à cette édition de la compétition. Le Top 12 2020 devrait être le 40e championnat de France par équipes d'échecs . En raison de la pandémie de COVID-19 , la compétition a été complètement annulée et tous les clubs ont conservé leur droit de commencer en 2021.
Le tenant du titre est Bischwiller, de la Nationale 1 sont promus pour l'année précédente l'Echiquier Agenais, C'Chartres Échecs et Villejuif Échecs.
Les douze équipes participantes auraient dû disputer un tournoi à Chartres du 4 au 14 juin 2020. Le nombre de points de l'équipe (3 points pour une victoire, 2 points pour un match nul, 1 point pour une défaite, 0 point pour une défaite sans combat) aurait décidé du classement. En cas d'égalité, la comparaison directe aurait été décisive en premier, suivie du bilan des points du tableau (différence entre le nombre de parties gagnantes et perdantes).

## Modalités

### Calendrier
| \| Echiquier Agennais Bischwiller C'Chartres Echecs Grasse Échecs Nice Alekhine Metz Mulhouse Philidor Saint-Quentin THF Vandœuvre-lès-Nancy \| Localisation des clubs engagés dans le championnat. |
| Echiquier Agennais Bischwiller C'Chartres Echecs Grasse Échecs Nice Alekhine Metz Mulhouse Philidor Saint-Quentin THF Vandœuvre-lès-Nancy                                                           |

| \| Asnières Clichy Villejuif \| Localisation des clubs franciliens engagés dans le championnat. |
| Asnières Clichy Villejuif                                                                       |

### Clubs participants
- Agen
- Asnières
- Bischwiller
- Chartres
- Clichy
- Grasse
- Metz
- Nice
- Mulhouse
- Saint Quentin
- Vandoeuvre Échecs
- Villejuif

## Compétition

### Classement
| Club                           | Classement | Prec. | L1 dep. | Nb sais. | Pts. | j. | d. | p. | c. |
| ------------------------------ | ---------- | ----- | ------- | -------- | ---- | -- | -- | -- | -- |
| Cercle d'échecs de Bischwiller |            | 1er   | 2012    | 15       |      |    |    |    |    |
| Asnières le grand Echiquier    |            | 2e    | 2019    | 0        |      |    |    |    |    |
| Mulhouse Philidor              |            | 3e    | 1997    |          |      |    |    |    |    |
| Metz Fischer                   |            | 4e    | 2018    |          |      |    |    |    |    |
| Clichy Échecs 92               |            | 5e    | ?       |          |      |    |    |    |    |
| Grasse Echecs                  |            | 6e    | 2017    |          |      |    |    |    |    |
| Nice Alekhine R                |            | 7e    | 2016    |          |      |    |    |    |    |
| Vandœuvre-Échecs               |            | 8e    | 2015    | 15       |      |    |    |    |    |
| THF Saint-Quentin              |            | 9e    | 2016    |          |      |    |    |    |    |
| C'Chartres Echecs P            |            |       | 2020    | 0        |      |    |    |    |    |
| Villejuif P                    |            |       | 2020    | 0        |      |    |    |    |    |
| Echiquier Agenais P            |            |       | 2020    | 0        |      |    |    |    |    |